# Jezioro Dziekanowskie
Jezioro Dziekanowskie – jezioro położone w Kotlinie Warszawskiej, w starorzeczu Wisły, (powiat warszawski zachodni, województwo mazowieckie) w odległości 2 km od Dziekanowa Leśnego częściowo na obszarze sołectwa Dziekanów Nowy.
Jezioro do czasu usypania wałów przeciwpowodziowych w latach 50. XX wieku miało połączenie z Wisłą. Zasilane jest bezimienną, okresowo wysychającą strugą, zasilającą też inne jeziora w Gminie Łomianki. Po wybudowaniu wałów jezioro zwiększyło swoją powierzchnię i zmieniło kształt. Jest to jezioro pochodzenia starorzecznego.
Nad jeziorem w okresie letnim działa wypożyczalnia sprzętu pływającego i funkcjonuje kąpielisko.

## Galeria

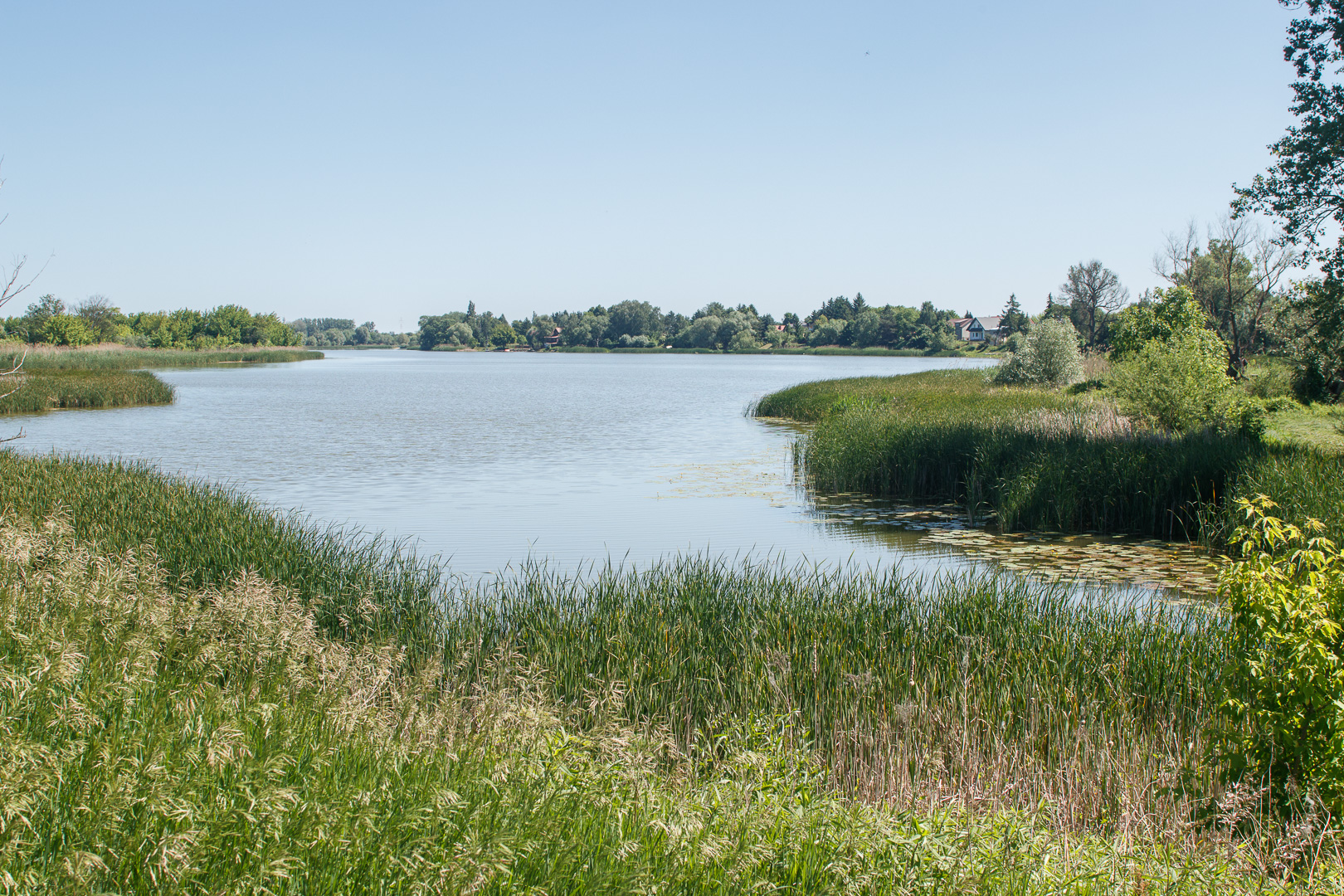
Jezioro Dziekanowskie widziane z zachodniego krańca.
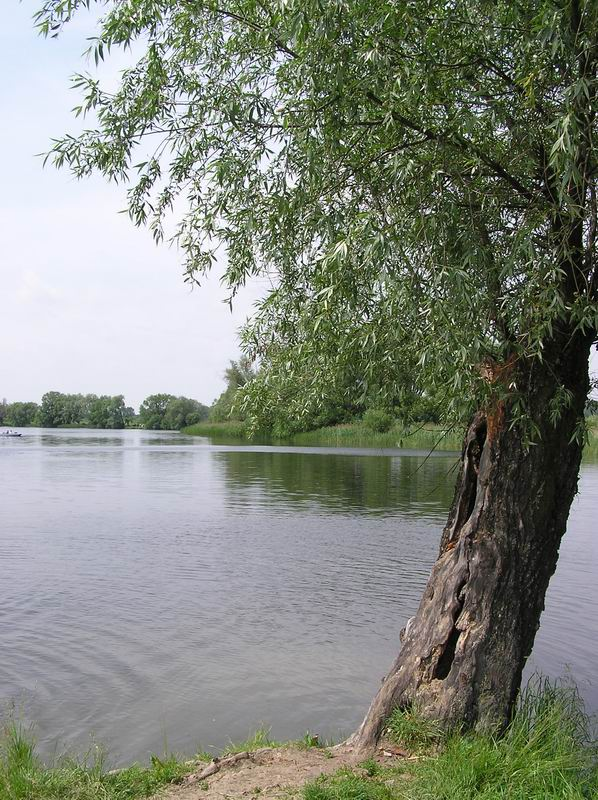
Południowo-wschodni brzeg jeziora.